# 鸣玉镇
鸣玉镇，是中华人民共和国重庆市南川区下辖的一个乡镇级行政单位。

## 行政区划
鸣玉镇下辖以下地区：
文化社区、中心社区、金光村、石龙村、四中村、明月村和鸣星村。